# Noukafou
Noukafou, N'Kafu ou Nukafu, est un quartier populaire de Lomé, la capitale du Togo, situé au nord-est de la ville.
Initialement Noukafu est un champ des habitants de Amoutivé. Ainsi un fétiche des habitants de amoutive est installé à noukafu et le nom Noukafu est issu du nom du prête feticheur qui s'occupait du fétiche. Le fétiche est toujours présent à noukafu derrière la station service T-Oil. Le chef du quartier noukafu est désigné par le conseil du trône de amoutive. La maison du chef de quartier est située en face du fétiche. Le chef de quartier est souvent issue de la grande famille de l'ancien gardien du fétiche, la famille konou. Le quartier est initialement peuplé des familles dadzie, adjallé, amedome. Toutes des familles issues de amoutive.
Le marché de Noukafou occupe un îlot au cœur du quartier.